# Jukon (rzeka)
Jukon (ang. Yukon River, fr. Fleuve Yukon) – największa rzeka w północno-zachodniej Ameryce Północnej. Ponad połowa jej biegu jest na Alasce, natomiast górna część płynie w większości przez kanadyjskie terytorium Jukon, które tej rzece zawdzięcza nazwę. Rzeka ma długość 3185 km i wpływa do Morza Beringa w delcie Jukon-Kuskokwim. Powierzchnia dorzecza wynosi 840 000 km², z czego 323 800 znajduje się w Kanadzie. Jukon zamarza na około 8 miesięcy. Jest żeglowny do miasta Whitehorse.
Jukon był używany jako główna droga transportu w czasach gorączki złota nad Klondike trwającej w latach 1896–1903. Łopatkowo-wiosłowo-sterowe łodzie rzeczne kursowały regularnie po rzece aż do lat pięćdziesiątych XX wieku, kiedy wybudowano drogę do Klondike.
Jukon znaczy „wielka rzeka” w języku kuchin (gwich’in) używanym przez indiańskie plemię Gwich’in. Rzeka była nazywana Kwiguk lub „wielki strumień” w językach jupickich używanych przez eskimo-aleuckie plemiona Jupik.

## Bieg
Ogólnie przyjmowanym źródłem Jukonu jest Lodowiec Llewellyn na południowym końcu jeziora Atlin w Kolumbii Brytyjskiej. Inni sugerują, że źródłem rzeki jest jezioro Lindeman przy północnym końcu szlaku Chilkoot.

## Dopływy
Główne dopływy: White River, Tanana (lewe), Porcupine, Koyukuk (prawe).

### Terytorium Jukon
- Takhini River
- Big Salmon River
- Little Salmon River
- Nordenskiold River
- Teslin River
- Pelly River
- Stewart River
- White River
- Sixtymile River
- Indian River
- Klondike
- Fortymile River

### Alaska
- Porcupine
- Tanana
- Koyukuk
- Innoko